# 青森市立沖館中学校
青森市立沖館中学校（あおもりしりつ おきだてちゅうがっこう）は、青森県青森市沖館5丁目にある公立中学校。

## 概要

### EM活動
沖館川は非常に汚れた川として地元で知られているが、沖館中学校を含む沖館川流域の小中学校の生徒が浄化活動を行っている。

### その他
学区内には青森市森林博物館（旧青森営林局庁舎）がある。

## 校歌
出典
- 木俣修 作詞
- 平井康三郎 作曲

## 沿革
- 1947年（昭和22年）4月21日 - 沖館小学校の一部を借用し、創立。同日、開校式と入学式を挙行。
- 1949年（昭和24年）
  - 8月26日 - 新校舎（教室15）竣工。
  - 8月27日 - 新校舎に移転。
  - 10月15日 - 新校舎落成記念式典並びに大運動会挙行。
- 1950年（昭和25年）9月20日 - 校舎第二期工事（教室3外）完成。
- 1952年（昭和27年）10月19日 - 校歌制定披露式。
- 1954年（昭和29年）8月2日 - 校舎第三期工事（講堂兼体育館）完成。落成記念式典挙行。
- 1955年（昭和30年）4月1日 - 第三次校地拡張。
- 1957年（昭和32年）11月20日 - 創立10周年記念式典挙行。
- 1958年（昭和33年）6月2日 - 図書館竣工。
- 1962年（昭和37年）10月12日 - 創立15周年記念式典挙行。
- 1963年（昭和37年）6月7日 - 技術・家庭科室増築。
- 1964年（昭和39年）4月1日 - 特殊学級開設。
- 1967年（昭和42年）10月6日 - 創立20周年記念式典挙行。
- 1977年（昭和52年）10月22日 - 創立30周年記念式典挙行。同日、「沖中賛歌」発表。
- 1982年（昭和57年）3月31日 - プレハブ校舎2教室増築。
- 1984年（昭和59年）
  - 7月30日 - 新校舎竣工。
  - 8月25日 - 移転完了。
- 1986年（昭和61年）9月14日 - 新校舎新築落成記念式典挙行。
- 1986年（昭和62年）10月16日 - 創立40周年記念式典挙行。
- 1991年（平成3年）12月9日 - コンピュータ室の改修工事が完了し、機器設置。
- 1996年（平成8年）10月19日 - 創立50周年記念式典挙行。

## 学区
篠田1丁目の一部、篠田3丁目、柳川1丁目の一部、柳川2丁目、千刈2丁目の一部、石江（字岡部の一部、字三好の一部）、沖館1丁目～5丁目、富田1丁目～3丁目、富田4丁目の一部、富田5丁目、新田1丁目・2丁目、新田3丁目の一部、新田字扇田、三好1丁目の一部。

## アクセス
- 青森市営バス後潟線「森林管理局宿舎前」バス停から、徒歩約660m・約10分。
- 沖館小学校から、徒歩約900m・約14分。

## 周辺
- おきだて歯科クリニック
- 社会福祉法人徳誠福祉会小浜保育園
- 青森市立小浜公園
- 青森市営小浜団地
- 社会福祉法人徳誠福祉会富田保育園

## 参考資料
『新青森市史 別編教育（別巻） 年表・学校沿革』（青森市・2000年3月発行）「学校沿革 （二）中学校」227頁～228頁「沖館中学校 変遷」